# 尼古拉·林卡
尼古拉·林卡（羅馬尼亞語：Nicolae Linca，1929年1月1日—2008年6月27日），罗马尼亚男子拳击运动员。他曾代表罗马尼亚参加1952年和1956年夏季奥林匹克运动会拳击比赛，其中1956年奥运会获得一枚金牌。